# جاستین سینت
جاستین سینت (انگلیسی: Justin Snith؛ زادهٔ ۸ دسامبر ۱۹۹۱) لژسوار اهل کانادا است.